# Хосе Марія Андуага
Хосе Марія Андуага (ісп. José María Anduaga) — іспанський, андалузький підприємець, президент клубу «Кадіс КФ» із міста Кадіс. Перші сосіос доісторичного клубу «Кадіс ФК» обрали його керманичем з поміж себе і він став, 2-й за ліком, президентом головного футбольного клубу побережжя Кадіської затоки.

## Життєпис
Хосе Марія Андуага був із числа андалузької знаті, бо лише таким родинам доручалося кермування спортивними тогочасними клубами. Його предки були місцевими підприємцями, відтак і Хосе Марія Андуага випало продовжити їх справи. Але ще замолоду він був активною особистістю, захоплювався спортом, коли добирали нових членів до спортивного Футбольного клубу, Хосе Марія Андуага запросили в його акціонери-партнери, а пізніше, ще й обрали президентом клубу. Якихось додаткових відомостей щодо адміністративних чи спортивних звитяг першого футбольного клубу міста невідомо, окрім товариських та фестивальних ігор, а через кілька років клуб розчинився в своїх нових наступниках, відтак Хосе Марія Андуага повернувся до своїх фінансових справ та сприяння спорту в Кадісі.